# Marek Pavelec
Marek Pavelec (* 10. září 1989, Karlovy Vary) je český sólový houslista, laureát mezinárodních soutěží a žák Zakhara Brona.

## Vzdělání
Po studiích na plzeňské konzervatoři (prof. J. Holotová) a vídeňské hudební univerzitě (prof. J. Pospíchal) se Marek Pavelec stal žákem legendárního ruského pedagoga Zakhara Brona na Zürcher Hochschule der Künste ve švýcarském Curychu. Hudebně se rozvíjel také v rámci mistrovských kurzů Julie Fischer a Idy Haendel.

## Ocenění
Marek Pavelec je laureátem mezinárodní houslové soutěže „Vaclav Huml“ (Záhřeb, 2013), vítězem mezinárodní houslové soutěže „Camillo Sivori“ (Cosenza, 2013), vítězem celostátní soutěže českých konzervatoří (Teplice, 2008) a držitelem cen švýcarských nadačních fondů „Rahn Kulturfonds“ a „Sankt Petersburger Stiftung“.

## Profesní činnost
Koncertní činnosti se Marek Pavelec věnuje v Čechách i v zahraničí (Německo, Rakousko, Švýcarsko, Chorvatsko, Francie, Švédsko, Itálie, Španělsko, Spojené arabské emiráty, Japonsko), vystupuje na recitálech i za doprovodu četných orchestrů (Plzeňská filharmonie, Symfonický orchestr Českého rozhlasu, Bratislavská komorní filharmonie, Orchester der Hochschule für Musik und Tanz Köln, Chorvatský rozhlasový a televizní orchestr, Filharmonie Bohuslava Martinů Zlín, Karlovarský symfonický orchestr, komorní orchestr Barocco sempre giovane, mezinárodní symfonický orchestr „Concert des Cités Uniés“).
V roce 2010 navštívil letní Akademii Václava Hudečka v Luhačovicích, kde obdržel cenu pro nejlepšího účastníka, v letech 2010-2011 pak s Hudečkem vystupoval na společných koncertech. Kromě nahrávek pro Český Rozhlas přijal Marek mimo jiné pozvání do Madridu k natočení hudebního pořadu „Jóvenes Solistas“ pro televizní stanici Mezzo TV.